# Приишимка (Северо-Казахстанская область)
Приишимка (каз. Приишимка) — село в Кызылжарском районе Северо-Казахстанской области Казахстана. Входит в состав Кызылжарского сельского округа. Код КАТО — 595050400.

## Население
В 1999 году население села составляло 545 человек (266 мужчин и 279 женщин). По данным переписи 2009 года, в селе проживало 469 человек (237 мужчин и 232 женщины).